# Iz*One
Iz*One (/ˈaɪz wʌn/ EYEZ-wun tiếng Hàn: 아이즈원; Romaja: Aijeuwon; tiếng Nhật: アイズワン; cách điệu là: IZ*ONE) là một nhóm nhạc nữ thần tượng Hàn Quốc–Nhật Bản được thành lập vào ngày 31 tháng 8 năm 2018 bởi công ty CJ E&M thông qua chương trình truyền hình thực tế sống còn Produce 48 của kênh Mnet và được đồng quản lý bởi hai công ty Off The Record Entertainment và Swing Entertainment. Nhóm gồm 12 thành viên được khán giả Hàn Quốc bình chọn từ 96 thực tập sinh đến từ nhiều công ty giải trí khác nhau của Hàn Quốc và AKB48 Group của Nhật Bản, đội hình chính thức bao gồm Kwon Eun-bi, Miyawaki Sakura, Kang Hye-won, Choi Ye-na, Lee Chae-yeon, Kim Chae-won, Kim Min-ju, Yabuki Nako, Honda Hitomi, Jo Yu-ri, An Yu-jin và Jang Won-young. IZ*ONE chính thức ra mắt vào ngày 29 tháng 10 năm 2018 với mini-album đầu tay COLOR*IZ. Âm nhạc của nhóm là sự kết hợp giữa các thể loại nhạc EDM như electropop, house, moombahton, future bass, với synth-pop, dance, acoustic và ballad.
Chỉ vài tháng sau khi ra mắt, IZ*ONE đã đạt được những thành công về mặt thương mại, như bán 225.000 đơn vị album và đạt thứ hạng cao nhất là thứ hai trên Gaon Album Chart. Cùng với đó cả album Color*Iz lẫn đĩa đơn chủ đề "La Vie en Rose" đều lần lượt xuất hiện trên bảng xếp hạng Billboard World Albums và World Digital Songs. Những thành tích ngay từ khi mới ra mắt đã đem về cho nhóm giải thưởng Nghệ sỹ Mới của Năm tại một số lễ trao giải như Golden Disc Awards và Seoul Music Awards.
Đĩa đơn tiếng Nhật đầu tiên của nhóm, "Suki to Iwasetai", được phát hành vào ngày 6 tháng 2 năm 2019 bởi hãng đĩa EMI Records của UMG. Đạt thứ hạng cao nhất là thứ hai trên Oricon Singles Chart và với hơn 250.000 bản được bán ra, đĩa đơn đã nhận được chứng nhận Bạch Kim của Hiệp hội Công nghiệp Ghi âm Nhật Bản (RIAJ)..
Là một nhóm nhạc dự án, IZ*ONE dự kiến hoạt động từ tháng 10 năm 2018 đến tháng 4 năm 2021. Tháng 1 năm 2021, có nguồn tin cho rằng CJ ENM đang thảo luận với công ty quản lý của các thành viên về khả năng kéo dài thời gian hoạt động của nhóm. Tuy nhiên vào giữa tháng 3, Mnet xác nhận rằng IZ*ONE sẽ chính thức tan rã vào tháng 4 năm 2021 khi hết hạn hợp đồng, các thành viên sẽ trở về công ty quản lý gốc của mình. Thêm đó, sau khi tan rã đa số các cựu thành viên IZ*ONE đều ra mắt với các vị trí khác nhau tại các công ty chủ quản mới

## Lịch sử hoạt động

### Thành lập và tên gọi
Tên của nhóm, IZ*ONE, được cư dân mạng đề xuất thông qua trang web chính thức của Produce 48 và được chọn bởi CJ E&M. "IZ" được cách điệu từ số 12, ám chỉ đến việc nhóm có mười hai thành viên, "ONE" là một, và dấu hoa thị (*) được đặt giữa "IZ" và "ONE" tượng trưng cho mười hai ngôi sao, tổng thể mang ý nghĩa "khoảnh khắc mười hai ngôi sao với những màu sắc khác nhau hòa làm một". Tên cộng đồng người hâm mộ chính thức của nhóm là WIZ*ONE (/ˈwɪz wʌn/ WIZ-wun, tiếng Hàn Quốc: 위즈원, tiếng Nhật: ウィズワン), "WIZ" là viết tắt của "Wizard" (pháp sư), mang ý nghĩa người hâm mộ và nhóm sẽ cùng nhau tạo nên những khoảnh khắc diệu kì.
Trước khi tham gia Produce 48, một số thành viên đã có hoạt động nghệ thuật và thành tích nhất định. Miyawaki Sakura từng tham gia vào vở nhạc kịch Vua sư tử (2008–2009) của Shiki Theatre Company; Yabuki Nako từng xuất hiện trong phiên bản live-action của Touch (2005), tham gia một số bộ phim truyền hình và quảng cáo khác; trước khi cả hai gia nhập HKT48 lần lượt vào năm 2011 và 2013. Honda Hitomi ra mắt vào năm 2014 với tư cách là thành viên của AKB48. Kwon Eun-bi ra mắt cùng nhóm nhạc Ye-A dưới nghệ danh Ka.Zoo vào năm 2014 nhưng nhóm tan rã vào năm 2015. Lee Chae-yeon từng là thí sinh của K-pop Star 3 (2013-2014) và Sixteen (2015) nhưng đều bị loại. Sau đó cô rời JYP Entertainment và chuyển đến WM Entertainment. Jo Yu-ri từng tham gia chương trình Idol School vào năm 2017 nhưng xếp thứ 15 trong đêm chung kết và bị loại. Kim Min-ju từng góp mặt trong một vài video âm nhạc và bộ phim truyền hình, nổi bật là Trò chơi tình yêu (2018) của đài MBC, cô đóng vai Choi Soo-ji (Moon Ga-young thủ vai) lúc trẻ. An Yu-jin từng được đào tạo tại Jellyfish Entertainment trong 5 tháng, trước khi gia nhập Starship Entertainment. Cô cũng tham gia đóng nhiều quảng cáo và video âm nhạc, nổi bật là quảng cáo kính áp tròng Acuvue Vita. Kang Hye-won từng thực tập tại HYWY Entertainment và nằm trong dự án ra mắt nhóm nhạc nữ DAYDAY nhưng sau đó bị loại và kế hoạch ra mắt nhóm cũng bị hủy. Cô gia nhập 8D Creative sau khi rời HYWY Entertainment. Choi Ye-na từng là thực tập sinh của Polaris Entertainment, được đào tạo cùng với thành viên Heejin và Hyunjin của nhóm nhạc nữ Loona.

### 2018: Thành lập và ra mắt chính thức vớiCOLOR*IZ
IZ*ONE được thành lập thông qua chương trình truyền hình thực tế sống còn Produce 48 được phát sóng trên kênh Mnet từ ngày 15 tháng 6 đến ngày 31 tháng 8 năm 2018. Chương trình là sự hợp tác giữa loạt chương trình Produce 101 Hàn Quốc và nhóm nhạc chị em của AKB48 đến từ Nhật Bản. Từ 96 thí sinh tham gia chương trình, chỉ mười hai thí sinh có thứ hạng cao nhất trong đêm chung kết trực tiếp được lựa chọn và thành lập nên IZ*ONE.

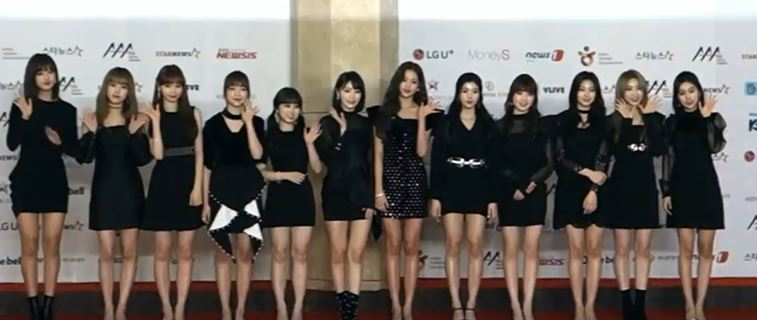
IZ*ONE tại lễ trao giải Asia Artist Awards 2018

IZ*ONE chính thức ra mắt vào ngày 29 tháng 10 năm 2018 với mini-album đầu tay COLOR*IZ cùng bài hát chủ đề "La Vie en Rose" (tiếng Hàn: 라비앙로즈; Romaja: Ra Bi Ang Rojeu). Cùng ngày, nhóm tổ chức buổi show-con "COLOR*IZ Show-Con" tại Hội trường Olympic, Seoul, Hàn Quốc, và bán hết vé chỉ trong vòng vài phút mở bán. IZ*ONE có cúp âm nhạc tuần đầu tiên trong sự nghiệp sau mười ngày chính thức ra mắt trên M Countdown, và phá kỷ lục lúc bấy giờ trở thành nhóm nữ có chiến thắng tuần sớm nhất kể từ lúc ra mắt. COLOR*IZ bán được 34.000 bản trong ngày đầu phát hành, giúp IZ*ONE lập kỷ lục trở thành nhóm nữ có số album ra mắt bán ra trong ngày đầu cao nhất, trong khi đó video âm nhạc của bài hát chủ đề "La Vie en Rose" đạt được hơn 4.5 triệu lượt xem trong vòng một ngày kể từ khi phát hành trên YouTube, trở thành video âm nhạc ra mắt có lượng xem trong 24 giờ đầu cao nhất. Mini-album còn đạt thứ hạng cao nhất là thứ hai trên Gaon Album Chart và bán tổng cộng hơn 225.000 bản. Hiệp hội Nội dung Âm nhạc Hàn Quốc (KMCA) trao chứng nhận Bạch Kim cho COLOR*IZ vào ngày 9 tháng 7 năm 2020, 20 tháng kể từ khi phát hành sau khi album bán được hơn 250.000 bản. Với thành công thương mại kể từ ngày đầu ra mắt, IZ*ONE đã thắng hạng mục "Nghệ sĩ Mới của Năm" tại một số giải thưởng âm nhạc, bao gồm Mnet Asian Music Awards, Golden Disc Awards và Seoul Music Awards. Màn ra mắt của IZ*ONE được Billboard cho là một trong những màn ra mắt đỉnh nhất của K-pop trong năm 2018.
Ngày 6 tháng 12, công ty quản lý Off the Record thông báo nhóm đã ký hợp đồng thu âm với EMI Records Japan, công ty con của Universal Music Japan, nhằm chuẩn bị cho kế hoạch tấn công thị trường Nhật Bản của nhóm vào ngày 6 tháng 2 năm 2019.

### 2019: Ra mắt tại Nhật Bản,HEART*IZvà tạm ngừng hoạt động
Ngày 20 tháng 1, IZ*ONE tổ chức buổi showcase ra mắt tại Nhật Bản ở Tokyo Dome City Hall để quảng bá cho đĩa đơn tiếng Nhật đầu tay "Suki to Iwasetai" (好きと言わせたい n.đ. "Muốn anh nói rằng anh thích em"). Năm ngày sau sự kiện, ngày 25 tháng 1, nhóm phát hành video âm nhạc cho đĩa đơn, trong khi đó đĩa đơn được chính thức phát hành vào ngày 6 tháng 2. Nó đạt thứ hạng cao nhất là thứ 2 trên cả Oricon Singles Chart lẫn Billboard Japan Hot 100 và bán được hơn 200.000 bản trong tuần đầu tiên. Ngày 8 tháng 3, Hiệp hội Công nghiệp Ghi âm Nhật Bản (RIAJ) trao chứng nhận Bạch Kim cho đĩa đơn với hơn 250.000 đơn vị được bán ra, đây cũng là chứng nhận Bạch kim đầu tiên trong sự nghiệp của nhóm.
IZ*ONE chính thức trở lại sân khấu Hàn Quốc vào ngày 1 tháng 4 với mini-album thứ hai HEART*IZ cùng bài hát chủ đề "Violeta" (tiếng Hàn: 비올레타; Romaja: Biolleta). Số lượng đặt trước album nội địa vượt 200.000 bản. Sau khi được phát hành, HEART*IZ đứng đầu hai bảng xếp hạng Gaon Album và Oricon Overseas Album Charts, bán hơn 130.000 bản trong tuần đầu tiên, một kỷ lúc mới của nhóm nhạc K-pop nữ thời điểm đó. KMCA trao chứng nhận Bạch Kim cho album vào ngày 10 tháng 10 sau khi bán được hơn 250.000 đơn vị. HEART*IZ còn đạt thứ hạng cao nhất là thứ sáu trên bảng xếp hạng Billboard World Albums. Trong khi đó, ca khúc chủ đề "Violeta" đạt thứ hạng cao nhất lần lượt là thứ mười tám và thứ năm trên Gaon Digital Chart và Billboard K-pop Hot 100. Bài hát cũng đạt thứ hạng cao nhất là thứ tám trên Billboard World Digital Songs. "Violeta" nhận được chiến thắng tuần đầu tiên trên SBS The Show vào ngày 9 tháng 4.

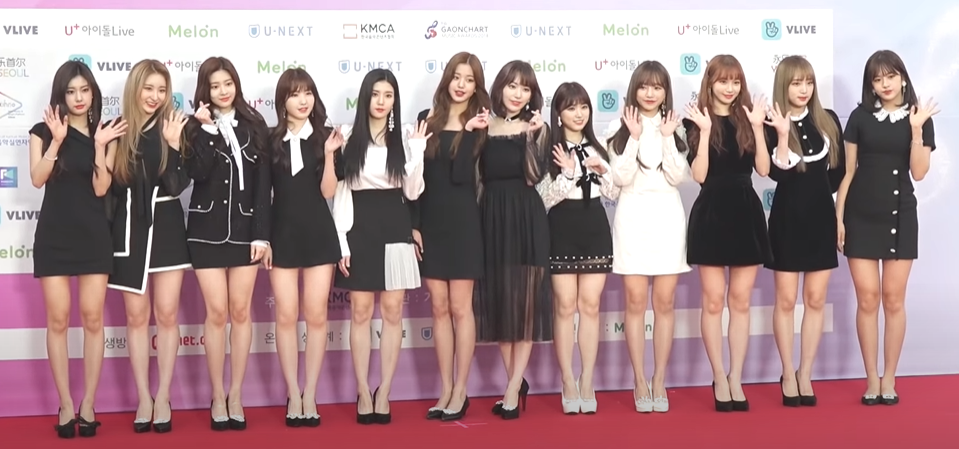
IZ*ONE tại thảm đỏ lễ trao giải Gaon Chart Music Awards 2019

IZ*ONE chính thức thông báo về chuyến lưu diễn châu Á đầu tiên của mình mang tên Eyes On Me thông qua các trang mạng xã hội, với buổi hòa nhạc đầu tiên được tổ chức tại Nhà thi đấu Jamsil, Seoul, Hàn Quốc trong hai ngày 8 và 9 tháng 6 năm 2019. Tuy nhiên cả hai đêm diễn này đều bán hết sạch vé nên công ty quản lý Off the Record phải bổ sung thêm một buổi diễn nữa vào ngày 7 tháng 6. Trong chuyến lưu diễn, nhóm biểu diễn hai bài hát mới chưa được phát hành trước đó, "Ayayaya" và "So Curious". Nhìn chung, IZ*ONE biểu diễn tại tám thành phố nằm trong năm vùng lãnh thổ, và thu hút được tổng cộng 81.000 khán giả.
Nhóm phát hành đĩa đơn tiếng Nhật thứ hai mang tên "Buenos Aires" vào ngày 26 tháng 6. Đĩa đơn đứng đầu hai bảng xếp hạng nội địa Oricon Singles Chart và Billboard Japan Hot 100. RIAJ trao chứng nhận Bạch Kim cho "Buenos Aires" vào tháng 7 năm 2019. Ngày 25 tháng 9, IZ*ONE phát hành đĩa đơn tiếng Nhật thứ ba của nhóm "Vampire". Giống như đĩa đơn trước đó, "Vampire" đứng đầu hai bảng xếp hạng nội địa của Nhật và doanh số tuần đầu tiên đạt 200.000 bản, nhờ đó nhận được chứng nhận Vàng của RIAJ. "Vampire" cũng là sản phẩm tiếng Nhật duy nhất của nhóm xuất hiện trong bảng xếp hạng Billboard K-pop Hot 100, đạt thứ hạng cao nhất là 52. Tiếp nối thành công thương mại trước đó, nhóm trở thành nghệ sĩ mới bán đĩa chạy nhất của Oricon trong nửa đầu năm 2019, với doanh thu hơn 510 triệu yên Nhật (xấp xỉ 110 tỷ đồng Việt Nam vào thời điểm đó) tổng cộng tại Nhật từ ngày 10 tháng 12 năm 2018 đến ngày 9 tháng 6 năm 2019.
IZ*ONE dự kiến tiếp đó sẽ phát hành album phòng thu tiếng Hàn đầu tay của mình, Bloom*Iz, vào ngày 11 tháng 11 năm 2019. Tuy nhiên album bị hoãn ngày phát hành do cuộc điều tra thao túng phiếu bầu của Mnet, liên quan đến cả Fromis 9 từ Idol School và X1 từ Produce X 101. Cuộc điều tra cho rằng 12 thành viên của nhóm đã được lựa chọn sẵn từ trước. Do đó tất cả hoạt động của IZ*ONE, từ showcase đến quảng bá hay xuất hiện khách mời cũng đều hoãn vô thời hạn hoặc hủy bỏ, kể cả bộ phim concert đầu tiên của nhóm IZ*ONE: Ngước nhìn tôi cũng hoãn ngày phát hành, nhóm cũng không được quảng bá tại Nhật, và IZ*ONE có nguy cơ phải tan rã.

### 2020–2021: Quay trở lại hoạt động,BLOOM*IZ,Oneiric Diary,Twelve,One-reeler/Act IVvà tan rã
Ngày 6 tháng 1 năm 2020, Off The Record Entertainment chính thức xác nhận rằng tất cả các công ty chủ quản có liên quan cùng với CJ ENM đã đi đến thỏa thuận cho phép các thành viên được tiếp tục hoạt động cùng với nhóm. Do đó, IZ*ONE phát hành album phòng thu đầu tiên của mình BLOOM*IZ với bài hát chủ đề "Fiesta" vào ngày 17 tháng 2. Ngày 23 tháng 2, một tuần sau đó, Bloom*Iz phá kỷ lục trở thành album của nhóm nhạc nữ có số lượng bán ra tuần đầu cao nhất trên Hanteo với 356.313 bản trong bảy ngày; và cũng là nhóm nhạc nữ đầu tiên trong lịch sử bảng xếp hạng Hanteo vượt mốc 300.000 bản tuần đầu. KMCA trao chứng nhận Bạch Kim cho Bloom*Iz vào ngày 9 tháng 4 sau khi bán được 390.000 đơn vị. Bên cạnh thành tích nội địa, BLOOM*IZ tiếp nối hai mini-album trước đó đứng đầu Oricon Overseas Album Chart. "Fiesta" có chiến thắng tuần đầu tiên trên The Show của SBS vào ngày 25 tháng 2.
Ngày 19 tháng 5, IZ*ONE xác nhận mini-album thứ ba Oneiric Diary sẽ được phát hành vào ngày 15 tháng 6. Ngày 15 tháng 6 năm 2020, nhóm phát hành Oneiric Diary cùng với bài hát chủ đề "Secret Story of the Swan" (tiếng Hàn: 환상동화; Romaja: Hwansangdonghwa; Hán-Việt: Huyễn Tưởng Đồng Thoại), tuy nhiên video âm nhạc của bài hát lùi ngày phát hành sang trưa ngày hôm sau, ngày 16 tháng 6. Cùng ngày phát hành album, nhóm tổ chức buổi showcase trên kênh YouTube thứ hai của Mnet M2. Ngày 22 tháng 6, IZ*ONE được xác nhận một lần nữa phá kỷ lục doanh số album tuần đầu của nhóm nhạc nữ trên Hanteo lúc bấy giờ, nhóm bán được 389.334 bản trong vòng một tuần kể từ ngày phát hành. Oneiric Diary ghi nhận hơn 510.000 bản được bán ra trên Gaon và nhận được chứng nhận Bạch Kim Kép vào ngày 6 tháng 8, trở thành một trong những album của nhóm nhạc nữ đầu tiên ở Hàn Quốc nhận được chứng nhận này, cùng với album More & More của Twice.
Trong tháng 6, nhóm ra mắt phim điện ảnh IZ*ONE: Ngước nhìn tôi (tiếng Anh: Eyes On Me: The Movie), phim từng dự kiến phát hành tháng 11 năm 2019 nhưng bị hoãn ngày công chiếu do lùm xùm xoay quanh nhóm thời điểm đó. Ngày 6 tháng 8, Stone Music Entertainment chính thức thông báo về một buổi hòa nhạc trực tuyến diễn ra trong tháng 9 và bắt đầu mở bán vé từ ngày 11 tháng 8. Ngày 13 tháng 9, IZ*ONE tổ chức buổi hòa nhạc trực tuyến solo đầu tiên của nhóm mang tên Oneiric Theater, đêm diễn kéo dài 160 phút và được hỗ trợ bởi công nghệ thực tế tăng cường và thực tế mở rộng nhằm tăng trải nghiệm cho người xem.

Poster 'Oneiric Theater' của Izone

Ngày 2 tháng 9, IZ*ONE tiết lộ nhóm sẽ phát hành album phòng thu tiếng Nhật đầu tiên của mình, Twelve, vào ngày 21 tháng 10. Trước khi chính thức phát hành Twelve hai tuần, vào ngày 7 tháng 10, IZ*ONE phát hành video âm nhạc cho bài hát chủ đề của album, "Beware" trên kênh YouTube chính thức của nhóm. Album ra mắt tại vị trí thứ nhất trên Oricon Album Chart.
Ngày 10 tháng 11, công ty đưa ra thông báo rằng IZ*ONE đang chuẩn bị cho sản phẩm âm nhạc mới sẽ phát hành vào thời điểm nào đó trong vào tháng 12. Ngày 17 tháng 11, nhóm xác nhận sẽ quay trở lại vào ngày 7 tháng 12 với mini-album thứ tư One-reeler/Act IV. Trước ngày phát hành album một ngày, ngày 6 tháng 12, tại sân khấu Giải thưởng Âm nhạc Châu Á Mnet năm 2020, IZ*ONE có một màn biểu diễn đặc biệt, lần đầu tiên trình diễn bài hát chủ đề của album "Panorama". Album ra mắt tại ví trí đầu tiên trên Gaon Album Chart. Tháng 2 năm 2021, One-reeler/Act IV chính thức nhận được chứng nhận Bạch Kim từ Gaon sau khi bán được hơn 250.000 bản.
Vào ngày 26 tháng 1 năm 2021, nhóm phát hành bài hát nhạc số "D-D-Dance" để quảng bá cho nền tảng giải trí K-Pop toàn cầu Universe, với video âm nhạc chính thức phát hành sau đó hai ngày. Vào ngày 10 tháng 2, IZ*ONE xác nhận sẽ tổ chức buổi hòa nhạc trực tuyến mang tên One, The Story vào hai ngày 13 và 14 tháng 3. Ngày 15 tháng 2, năm thành viên Kwon Eun-bi, Miyawaki Sakura, Kim Min-ju, Jo Yu-ri và Jang Won-young cùng tham gia vào đĩa đơn quảng bá "Zero:Attitude" cùng với Soyou, và pH-1. Bài hát được phát hành trong khuôn khổ chiến dịch Pepsi X Starship. Ngoài ra nhóm còn tham gia vào album tổng hợp Rewind: Blossom Side và hát lại ca khúc nổi tiếng "3!4!" của Roo'ra.
Vào giữa tháng 3 năm 2021, Mnet đưa ra thông báo rằng IZ*ONE sẽ tan rã vào tháng 4 năm 2021. "IZ*ONE ra mắt vào năm 2018 với album COLOR*IZ và đã phát triển thành nhóm nhạc nữ đại diện cho châu Á. Họ được yêu thích không chỉ ở Hàn Quốc mà còn trên toàn thế giới. Các hoạt động của IZ*ONE sẽ kết thúc vào tháng 4. Buổi hòa nhạc trực tuyến One, The Story dự kiến sẽ được tổ chức trong hai ngày 13 và 14 tháng 3 để tri ân những khán giả yêu mến IZ*ONE", Mnet thông báo. Sau khi thông tin IZ*ONE sẽ tan rã được công bố, cộng đồng người hâm mộ WIZ*ONE đã phát động Dự án Parallel Universe (tiếng Hàn: 평행우주 프로젝트; Romaja: Pyeonghaeng-uju Peurojekteu; dịch nghĩa đen: ""Dự án Vũ trụ Song song"") vào ngày 21 tháng 4 năm 2021 với mục đích ngăn nhóm tan rã. Cái tên "Parallel Universe" xuất phát từ bài hát cùng tên được phát hành trong khuôn khổ buổi hòa nhạc cuối cùng của nhóm, One, The Story. Dự án đạt được cột mốc gây quỹ 1 tỷ Won Hàn Quốc (xấp xỉ hơn 20 tỷ Việt Nam đồng) chỉ sau 20 phút, và đạt hơn 2,186 tỷ Won Hàn Quốc (xấp xỉ 44,5 tỷ Việt Nam đồng) sau hai ngày. Mặc dù nhận được sự ủng hộ mạnh mẽ từ cộng đồng người hâm mộ, IZ*ONE vẫn tan rã theo kế hoạch trước đó. Ngày 29 tháng 4 năm 2021, hợp đồng của nhóm chính thức hết hạn, ba thành viên người Nhật là Miyawaki Sakura, Yabuki Nako và Honda Hitomi quay trở về nước, những thành viên còn lại trở về công ty quản lý của mình. Sự tan rã của IZ*ONE được coi là một trong những mất mát lớn nhất và đầu tiên của K-pop trong năm 2021, theo Forbes.
Ngày 19 tháng 6 năm 2021, có thông tin cho rằng CJ ENM và công ty của các thành viên IZ*ONE đang tích cực thảo luận về việc tái khởi động nhóm. Không lâu sau đó CJ ENM đưa ra thông báo rằng thông tin trên là đúng, nhưng các bên vẫn chưa đi đến một quyết định cụ thể nào. Tuy nhiên đến ngày 6 tháng 7, dù đã có sự thảo luận tích cực giữa các bên, kế hoạch tái khởi động IZ*ONE bị huỷ bỏ do các công ty không thể đi đến một kết luận chung.

## Các hoạt động khác
Trước khi chính thức ra mắt, IZ*ONE đã làm đại sứ và hợp tác với một số nhãn hàng như trò chơi điện tử Overhit, thương hiệu quần áo Salewa, và đồng phục trường học Skoolooks. Sang đến năm 2019, nhóm tiếp tục trở thành gương mặt đại diện cho mỹ phẩm colorgram:TOK, nền tảng thương mại điện tử G-Market, trò chơi điện tử Fever Basket, Sudden Attack và ứng dụng di động LG U+ AR. Tuy nhiên, do vướng phải lùm xùm gian lận phiếu bầu của Mnet vào cuối năm 2019, mọi hoạt động của IZ*ONE, bao gồm cả đại sứ và quảng cáo, đều bị đóng băng cho đến khi nhóm hoạt động trở lại tháng 2 năm 2020. Tháng 7 năm 2020, sáu thành viên của IZ*ONE được mời làm người mẫu quảng cáo cho thương hiệu kính áp tròng Miche Bloomin'. Nhóm cũng xuất hiện trên một số tạp chí như Nylon và Non-no. Năm 2021, năm thành viên Kwon Eun-bi, Miyawaki Sakura, Kim Min-ju, Jo Yu-ri và Jang Won-young, kết hợp cùng với Soyou và pH-1 tham gia vào Pepsi 2021 K-Pop Campaign của Pepsi X Starship, chiến dịch là nơi các nghệ sĩ K-Pop sẽ phát hành các ca khúc với những concept khác nhau, và phát hành bài hát "Zero:Attitude".

## Phong cách nghệ thuật

### Âm nhạc
Kể từ khi mới ra mắt, IZ*ONE đã hợp tác với hai nhà sản xuất nổi tiếng Han Sung-soo và Akimoto Yasushi, ông Han Sung-soo chịu trách nhiệm cho sản phẩm tiếng Hàn, còn ông Akimoto Yasushi chịu trách nhiệm cho sản phẩm tiếng Nhật của nhóm. Dòng nhạc chính mà IZ*ONE theo đuổi là EDM, cụ thể hơn là electropop và house. Đĩa đơn ra mắt của nhóm, "La vie en Rose", được miêu tả như "một ca khúc electropop sôi động và uyển chuyển, hấp dẫn từ lúc bắt đầu cất lên và pha trộn giữa nhiều yếu tố". Đĩa đơn tiếp theo, "Violeta", là một ca khúc pop kết hợp cùng tropical house với phần mở đầu mang hơi hướng future bass. Sau đó là "Fiesta", một ca khúc future house sôi động với âm bass và âm synth bùng nổ. Sau khi sản xuất xong album Bloom*Iz và khép lại chuỗi tác phẩm Flower series, ông Han Sung-soo thông báo rằng mình sẽ ngừng việc sản xuất âm nhạc cho IZ*ONE kể từ tháng 4 năm 2020.
Các thành viên của IZ*ONE bắt đầu tham gia vào quá trình sản xuất âm nhạc bắt đầu từ mini-album thứ hai Heart*Iz, khi Kim Min-ju và Honda Hitomi cùng tham gia viết lời cho bài hát "Really Like You", Kim Min-ju tham gia viết lời cho phiên bản tiếng Hàn của "Neko ni Naritai" và Lee Chae-yeon tham gia viết lời cho phiên bản tiếng Hàn của "Gokigen Sayonara". Tiếp sau đó, trong album phòng thu đầu tiên của nhóm Bloom*Iz, Jang Won-young tham gia viết lời cho bài hát "Dreamlike", Kwon Eun-bi tham gia sáng tác và viết lời cho bài hát "Spaceship", Kim Min-ju tham gia viết lời cho bài hát "You&I" và Jo Yu-ri viết lời cho bài hát "Someday". Sang đến mini-album thứ ba Oneric Diary, Honda Hitomi viết lời cho bài hát "Merry-Go-Round" cả phiên bản tiếng Hàn lẫn tiếng Nhật, Kwon Eun-bi tham gia sáng tác và các thành viên của IZ*ONE viết lời cho bài hát "With*One", và Miyawaki Sakura cùng với Yabuki Nako tham gia viết lời cho phiên bản tiếng Nhật của bài hát "Secret Story of the Swan".

### Chủ đề và hình tượng

Đội hình kết thúc trong video âm nhạc "La Vie en Rose"

Ba album tiếng Hàn đầu tay của IZ*ONE là COLOR*IZ, HEART*IZ, BLOOM*IZ đều nằm trong một chuỗi tác phẩm được gọi là Flower series và mang chủ đề về hoa. COLOR*IZ, phát âm giống như "colorize" có nghĩa là tô màu, mang ý nghĩa mỗi thành viên đều mang một màu sắc riêng biệt. Album chọn màu đỏ, qua trung gian là bông hoa hồng để thể hiện lòng nhiệt huyết của IZ*ONE. Trong video âm nhạc của bài hát chủ đề "La Vie en Rose", các cô gái "mang trên mình bộ trang phục đỏ và trang phục da, giống như chính bài hát tạo nên hai cảm giác đối lập, đó là có sức ảnh hưởng và nữ tính mềm mại", theo Tamar Herman. Nối tiếp COLOR*IZ là HEART*IZ, kết hợp giữa "heart" và "IZ*ONE". Bài hát chủ đề "Violeta" được truyền cảm hứng từ câu chuyện cổ tích "Hoàng tử Hạnh phúc" và đại diện cho hoa tím, hay những người mà nhóm muốn gửi gắm tình cảm; còn IZ*ONE là chú chim én đem viên Saphir hạnh phúc đến cho ai cần; ngoài ra bài hát còn đem đến thông điệp mỗi cá nhân đều có giá trị của riêng mình. Những điều đó đều được thể hiện ở vũ đạo con én của "Violeta". Video âm nhạc của bài hát sử dụng "hình ảnh sống động mang chủ đề thiên nhiên", với "cảnh quay technicolor đầy mộng mơ cùng hoa cỏ, lăng kính tỏa sáng, nước té lung linh, và những thiết kế đầy tính thẩm mỹ khác". Khép lại Flower series là BLOOM*IZ, kết hợp giữa "bloom" và "IZ*ONE", mang ý nghĩa mười hai thành viên đang ở đỉnh cao nhan sắc và đã đến lúc nở rộ. Đĩa đơn chủ đề "Fiesta" như mở ra một lễ hội hoa, "lấy những hào nhoáng lấp lánh của những năm 1920 rồi cập nhật thành phiên bản năm 2020, dọn ra một bữa tiệc toát lên vẻ sang trọng và xa hoa bậc nhất khi mười hai cô gái trình diễn ca khúc sôi động và vũ đạo ấn tượng của mình."

## Thành viên
| Tên             | Tên             | Tên                | Tên      | Tên                  | Vai trò                                       | Ngày sinh         | Nơi sinh                  |
| Latinh          | Hangul          | Kana               | Hanja    | Hán Việt             | Vai trò                                       | Ngày sinh         | Nơi sinh                  |
| --------------- | --------------- | ------------------ | -------- | -------------------- | --------------------------------------------- | ----------------- | ------------------------- |
| Kwon Eun-bi     | 권은비          | クォン・ウンビ     | 權恩菲   | Quyền Ân Phi         | Main Dancer, Lead Vocalist                    | 27 tháng 9, 1995  | Seoul, Hàn Quốc           |
| Miyawaki Sakura | 미야와키 사쿠라 | みやわきさくら     | 宮脇咲良 | Cung Hiếp Tiếu Lương | Vocalist, Rapper, Visual                      | 19 tháng 3, 1998  | Kagoshima, Nhật Bản       |
| Kang Hye-won    | 강혜원          | カン・ヘウォン     | 姜惠元   | Khương Huệ Nguyên    | Lead Rapper, Vocalist, Visual                 | 5 tháng 7, 1999   | Busan, Hàn Quốc           |
| Choi Ye-na      | 최예나          | チェ・イェナ       | 崔叡娜   | Thôi Duệ Na          | Main Rapper, Lead Vocalist, Lead Dancer       | 29 tháng 9, 1999  | Seoul, Hàn Quốc           |
| Lee Chae-yeon   | 이채연          | イ・チェヨン       | 李彩演   | Lý Thái Diễn         | Main Dancer, Lead Vocalist, Lead Rapper       | 11 tháng 1, 2000  | Chungcheong Nam, Hàn Quốc |
| Kim Chae-won    | 김채원          | キム・チェウォン   | 金采源   | Kim Thái Nguyên      | Lead Vocalist, Lead Dancer                    | 1 tháng 8, 2000   | Seoul, Hàn Quốc           |
| Kim Min-ju      | 김민주          | キム・ミンジュ     | 金珉周   | Kim Dân Châu         | Lead Rapper, Vocalist, Visual                 | 5 tháng 2, 2001   | Seoul, Hàn Quốc           |
| Yabuki Nako     | 야부키 나코     | やぶきなこ         | 矢吹奈子 | Thỉ Xuy Nại Tử       | Vocalist                                      | 18 tháng 6, 2001  | Tokyo, Nhật Bản           |
| Honda Hitomi    | 혼다 히토미     | ほんだひとみ       | 本田仁美 | Bản Điền Nhân Mỹ     | Lead Dancer, Vocalist, Rapper                 | 6 tháng 10, 2001  | Tochigi, Nhật Bản         |
| Jo Yu-ri        | 조유리          | チョ・ユリ         | 曺柔理   | Tào Nhu Lý           | Main Vocalist                                 | 22 tháng 10, 2001 | Busan, Hàn Quốc           |
| An Yu-jin       | 안유진          | アン・ユジン       | 安兪真   | An Du Trân           | Lead Vocalist, Lead Dancer                    | 1 tháng 9, 2003   | Chungcheong Bắc, Hàn Quốc |
| Jang Won-young  | 장원영          | チャン・ウォニョン | 張員瑛   | Trương Nguyên Anh    | Lead Dancer, Vocalist, Rapper, Center, Maknae | 31 tháng 8, 2004  | Seoul, Hàn Quốc           |

- Chú thích: Thành viên In đậm là nhóm trưởng.[157]

## Danh sách đĩa nhạc
| Tiếng Hàn Album phòng thu - BLOOM*IZ (2020) Mini-album - COLOR*IZ (2018) - HEART*IZ (2019) - Oneiric Diary (2020) - One-reeler/Act IV (2020) | Tiếng Nhật Album phòng thu - Twelve (2020) |

## Danh sách phim

### Phim điện ảnh
| Năm  | Tên phim                                       | Vai diễn   | Tham khảo       |
| ---- | ---------------------------------------------- | ---------- | --------------- |
| 2020 | IZ*ONE: Ngước nhìn tôi (Eyes On Me: The Movie) | Chính mình | [ 158 ] [ 159 ] |

### Chương trình thực tế
| Năm  | Kênh                 | Tên chương trình              | Ghi chú                                            | Tham khảo |
| ---- | -------------------- | ----------------------------- | -------------------------------------------------- | --------- |
| 2018 | Mnet BS Sky PerfecTV | Produce 48                    | Chương trình thực tế sống còn thành lập nên IZ*ONE |           |
| 2018 | Mnet                 | IZ*ONE Chu                    | Chương trình truyền hình thực tế ra mắt            | [ 160 ]   |
| 2019 | AbemaTV              | IZ*ONE's First Steps in Japan |                                                    | [ 161 ]   |
| 2019 | Pooq                 | IZ*ONE City                   |                                                    | [ 162 ]   |
| 2019 | Mnet                 | IZ*ONE Chu – Secret Friend    |                                                    | [ 163 ]   |
| 2020 | Mnet                 | IZ*ONE Chu – Fantasy Campus   |                                                    | [ 164 ]   |
| 2020 | U+ Idol Live         | IZ*ONE Eat-ing Trip           |                                                    | [ 165 ]   |
| 2020 | Mnet                 | IZ*ONE Chu – On:Tact          |                                                    | [ 166 ]   |
| 2021 | U+ Idol Live         | IZ*ONE Eat-ing Trip 2         |                                                    | [ 167 ]   |
| 2021 | Universe             | Fantastic*Iz: Hidden School   |                                                    | [ 168 ]   |
| 2021 | U+ Idol Live         | Iz*One Eat-ing Trip 3         |                                                    |           |

## Chuyến lưu diễn

### Chuyến lưu diễn
- IZ*ONE 1st Concert "Eyes On Me" (2019)

### Buổi hòa nhạc độc lập
- COLOR*IZ Show-Con Showcase (2018)[45][46]
- IZ*ONE Japan Debut Showcase 1st Single "Suki to Iwasetai" Release Commemoration Event (2019)[169]

### Buổi hòa nhạc trực tuyến
- Iz*One 1st Online Concert "Oneiric Theater" (2020)[112]
- Iz*One 2nd Online Concert "One, The Story" (2021)[125]

## Giải thưởng và đề cử
Chỉ vài tháng sau khi ra mắt, IZ*ONE đã nhận được nhiều giải thưởng tân binh ở các lễ trao giải lớn như Asia Artist Awards, Gaon Chart Music Awards, Golden Disc Awards, Mnet Asian Music Awards và Seoul Music Awards. Ngoài ra trong suốt quá trình hoạt động, nhóm còn được đề cử và nhận được một số giải thưởng tại Genie Music Awards, Japan Gold Disc Award, MTV Europe Music Awards và Soribada Best K-Music Awards.
Trên các chương trình âm nhạc hàng tuần, IZ*ONE đã giành được tổng cộng 21 chiếc cúp. Nhóm nhận được chiếc cúp tuần đầu tiên trong sự nghiệp của mình vào ngày 8 tháng 11 trên chương trình M Countdown với ca khúc "La Vie en Rose", chỉ mười ngày kể từ khi chính thức ra mắt, và lập kỷ lục trở thành nhóm nhạc nữ đạt được cột mốc này nhanh nhất tại thời điểm đó.